# Joël Stalter
Joël Stalter is een Franse golfer.

## Amateur
Stalter groeide op in Amnéville, waar zijn ouders, Jean Jacques en Sophie, eigenaar zijn van restaurant La Forêt. Hij speelde voor het nationale team en hij studeerde Bachelor Business Administration & Management van 2010-2014 aan de Universiteit van Californië in Berkeley, Californië. In  totaal speelde hij 78 rondes met een gemiddelde van 71,95 slagen voor de Golden Bears, die in 2013 aan de nationale top stonden van de collegiate teams. 
In 2014 zat Stalter met Max Homa, Michael Kim en Brandon Hagen in het First-Team All-Americans.

### Gewonnen
- 2011: John A. Burns Intercollegiate, Arizona Intercollegiate (tie met Michael Kim)
- 2013: Arizona Intercollegiate, National Invitational Tournement en Alister MacKenzie Invitational

## Professional
Stalter werd in 2014 professional en speelde sindsdien op de Europese Challenge Tour. Zijn pogingen om op de Web.com Tour in Amerika te spelen zijn vooralsnog niet gelukt.

### Gewonnen
- 2016: Swedish Challenge op de Katrineholm golfbaan in Zweden.